# Les Rêveurs (film)
Pour les articles homonymes, voir Les Rêveurs.
Pour plus de détails, voir Fiche technique et Distribution.
Les Rêveurs (Winterschläfer) est un film allemand réalisé par Tom Tykwer, sorti en 1997.

## Synopsis
Rebecca et Laura vivent ensemble dans un chalet des Alpes à Berchtesgaden, en Bavière. Marco, le petit ami de Rebecca, se fait voler sa voiture par René, un projectionniste qui souffre de pertes de mémoire à court terme. Plus tard, René est impliqué dans un accident de la circulation avec Theo, un fermier qui, distrait, conduisait du mauvais côté de la route. La voiture de Marco est ensevelie sous la neige alors que la fille de Theo est gravement blessée et tombe dans le coma. René quitte les lieux en prenant une photo de Theo et rencontre par la suite Laura, devenant ami avec elle. Pendant ce temps, Marco recherche sa voiture alors que Theo veut retrouver l'homme qu'il considère comme responsable de l'état de sa fille.

## Fiche technique
- Titre original :  Winterschläfer
- Réalisation : Tom Tykwer
- Scénario : Tom Tykwer et Anne-Françoise Pyszora d'après son roman
- Photographie : Frank Griebe
- Montage : Katja Dringenberg
- Musique : Reinhold Heil, Johnny Klimek et Tom Tykwer
- Production : Stefan Arndt
- Société de production : X-Filme Creative Pool, Palladio Film et ARTE
- Pays de production :  Allemagne
- Langue originale : allemand
- Format : couleur - 2,35:1 - Dolby
- Genre : Drame, romance et thriller
- Durée : 122 minutes
- Dates de sortie : 
  - Allemagne : 30 octobre 1997
  - Suisse : 15 janvier 1999
  - Belgique : 3 mars 1999
  - France : 7 juillet 1999

## Distribution
- Ulrich Matthes : René
- Heino Ferch : Marco
- Floriane Daniel : Rebecca
- Marie-Lou Sellem : Laura
- Josef Bierbichler : Theo
- Agathe Taffertshofer : Edith
- Laura Tonke : Nina
- Sebastian Schipper : Otto
- Saskia Vester : Anna

## Accueil
Le film n'a pas connu le succès commercial, réalisant un peu plus de 200 000 entrées en Europe dont 156 574 en Allemagne.
Il obtient 76 % de critiques positives, avec une note moyenne de 7/10 et sur la base de 21 critiques collectées, sur le site Rotten Tomatoes. Sur Metacritic, il obtient un score de 68/100 sur la base de 16 critiques collectées.

## Distinctions
Le film a remporté le prix du public et le prix FIPRESCI au Festival international du film de Thessalonique 1997 ainsi que le prix du meilleur réalisateur et celui des meilleurs décors au Festival international du film de Gijón 1997. Lors des prix du film allemand 1998, le film a été récompensé dans la catégorie de la meilleure photographie, a obtenu la 2e place dans celle du meilleur film et a été nommé pour celles du meilleur réalisateur et du meilleur acteur dans un second rôle (pour Josef Bierbichler).